# Puducherry (Unionsterritorium)
Puducherry (Tamil: புதுச்சேரி, Telugu: పుదుచ్చేరి, Malayalam: പുതുച്ചേരി), früher Pondicherry, ist ein Unionsterritorium in Indien. Es wurde 1963 gegründet und umfasst die vier ehemaligen französischen Kolonien Puducherry, Karaikal, Mahe und Yanam, die als nicht miteinander verbundene Exklaven an der Ost- und Westküste Südindiens liegen. Hauptstadt ist die namensgebende Stadt Puducherry. Die Fläche des Unionsterritoriums beträgt insgesamt 479 Quadratkilometer, die Einwohnerzahl gut 1,2 Millionen (Volkszählung 2011).

## Geografie
Das Unionsterritorium Puducherry besteht aus vier kleinen, nicht miteinander verbundenen Exklaven an der West- und Ostküste Südindiens. Der Distrikt Puducherry, der die Hauptstadt Puducherry und einige umliegende Gebiete umfasst, liegt als Enklave im Bundesstaat Tamil Nadu an der Koromandelküste. Ebenfalls vom Gebiet Tamil Nadus umgeben ist der Distrikt Karaikal, rund 130 Kilometer südlich von Puducherry an der Küste des Kaveri-Deltas gelegen. 870 Kilometer nördlich von Puducherry liegt Yanam im Mündungsdelta des Godavari-Flusses als Enklave im Bundesstaat Andhra Pradesh. Mahe befindet sich an der Malabarküste umgeben vom Gebiet des Bundesstaates Kerala 630 Kilometer westlich von Puducherry.
Insgesamt hat das Unionsterritorium Puducherry eine Fläche von 479 Quadratkilometern, hiervon entfallen 293 Quadratkilometer auf Puducherry, 160 Quadratkilometer auf Karaikal, 17 Quadratkilometer auf Yanam und 9 Quadratkilometer auf Mahe.

## Geschichte
Das Unionsterritorium Puducherry entstand aus dem vormaligen Französisch-Indien. Nachdem die Franzosen 1673 Puducherry erworben hatten, rangen sie im 18. Jahrhundert in den drei Karnatischen Kriegen mit den Briten um die Vorherrschaft in Indien. Letztlich blieb Französisch-Indien aber auf die fünf Niederlassungen Puducherry (Pondichéry), Karaikal (Karikal), Mahe, Yanam (Yanaon) und Chandannagar (Chandernagor) beschränkt.
Nachdem Indien 1947 die Unabhängigkeit erlangt hatte, wurde in Französisch-Indien ein Jahr später eine Volksabstimmung über den Verbleib bei Frankreich oder den Anschluss an Indien durchgeführt. Die Einwohner Chandannagars entschieden sich für Indien, die anderen französischen Besitzungen verblieben aber zunächst bei Frankreich. In den Folgejahren gewann die pro-indische Bewegung aber an Boden, so dass Puducherry, Karaikal, Mahe und Yanam am 1. November 1954 de facto den Anschluss an Indien vollzogen. Der Vertrag, in dem Frankreich seine Kolonien an Indien abtrat, wurde 1956 abgeschlossen, trat aber erst 1962 nach der Ratifizierung durch das französische Parlament de jure in Kraft. Daraufhin wurde 1963 das Unionsterritorium Puducherry gegründet.
Das Unionsterritorium erhielt seinen Namen nach seiner Hauptstadt Puducherry. Ursprünglich lautete der Name Pondicherry, 2006 wurden Stadt und Unionsterritorium in Puducherry umbenannt (siehe hierzu im Artikel Puducherry).

## Bevölkerung

### Demografie

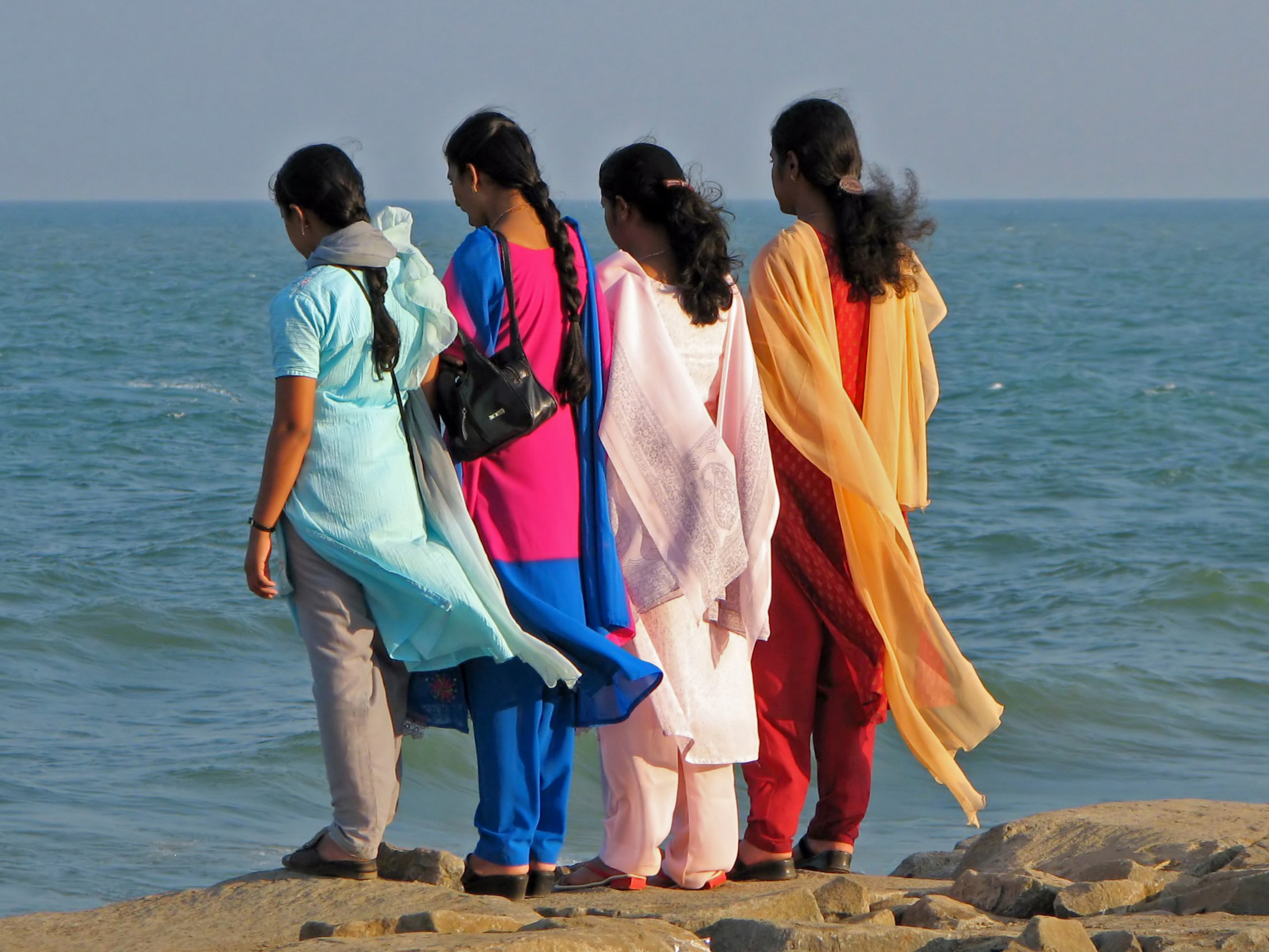
Junge Frauen an der Strandpromenade Puducherrys

Nach der indischen Volkszählung 2011 hat das Unionsterritorium Puducherry 1.244.464 Einwohner. Über drei Viertel davon leben im Distrikt Puducherry, gefolgt von Karaikal, Mahe und Yanam. Das Unionsterritorium ist in weiten Teilen städtisch strukturiert: Die Urbanisierungsrate gehört mit 68,3 Prozent zu den höchsten aller Bundesstaaten und Unionsterritorien Indiens. Entsprechend hoch ist auch die Bevölkerungsdichte mit 2.598 Einwohnern pro Quadratkilometer, die nur von den Stadtstaaten Delhi und Chandigarh übertroffen wird.
Das Bevölkerungswachstum des Unionsterritoriums Puducherry ist höher als in den umliegenden Bundesstaaten, was sich vor allem durch die Zuwanderung in die städtischen Zentren erklärt. Zwischen 2001 und 2011 wuchs die Bevölkerung Puducherrys um 27,7 Prozent an.
Das Geschlechterverhältnis ist ausgeglichen: Auf 1000 Männer kommen in Puducherry 1038 Frauen. Die Alphabetisierungsquote liegt mit 86,6 Prozent (Männer 92,1 Prozent, Frauen 81,2 Prozent) deutlich über dem gesamtindischen Durchschnitt von 74,0 Prozent.

### Sprachen

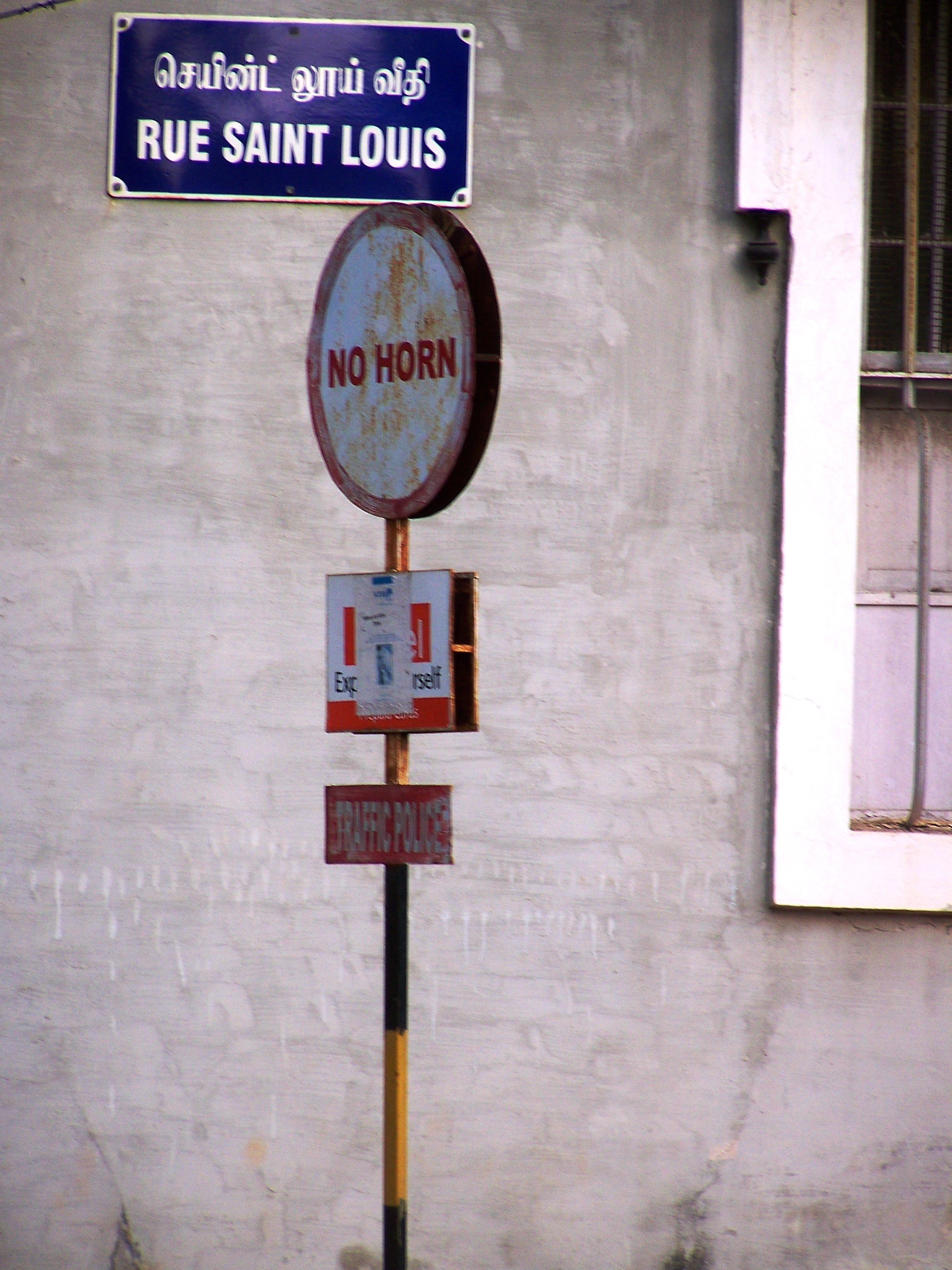
Zweisprachige Straßenschilder (Tamil und Französisch) sowie einsprachig englische Verkehrsschilder in Puducherry

In den unterschiedlichen Distrikten des Unionsterritoriums Puducherry wird jeweils dieselbe Sprache gesprochen wie im umgebenden Bundesstaat. Die verbreitetste Sprache ist mit fast 90 Prozent Tamil, das im bevölkerungsreichsten Distrikt Puducherry sowie in Karikal gesprochen wird. In Yanam ist Telugu die vorherrschende Sprache, in Mahe wird Malayalam gesprochen. Alle drei Sprachen gehören der dravidischen Sprachfamilie an.
Als Relikt der Kolonialzeit wird noch von etwa 2000 – meist älteren – Menschen Französisch als Erst- oder Zweitsprache gesprochen. Es ist Unterrichtssprache am Lycée français de Pondichéry. Auch an öffentlichen Aufschriften wie Straßennamen ist das Französische noch präsent.
Als Amtssprache im gesamten Unionsterritorium dienen Tamil und Englisch. Zusätzliche Amtssprachen sind in Yanam Telugu und in Mahe Malayalam. Mit dem indisch-französischen Vertrag (Traité de Cession) von 1956 wurde bestimmt, dass Französisch die Amtssprache der von Frankreich an Indien abgetretenen Gebiete verbleibe, solange die gewählten Volksvertreter nicht anderes entscheiden. Bestätigt wurde dies mit dem Government Of Union Territories Act, 1963, doch wird das Französische im bis heute gültigen Pondicherry Official Language Act 1965 (Act No. 3 of 1965) nicht mehr erwähnt und hat so seinen Amtsstatus verloren. Hiernach ist Tamil Amtssprache im gesamten Territorium, in Yanam zudem Telugu und in Mahe Malayalam, während im gesamten Territorium auch Englisch für amtliche Zwecke verwendet werden kann.
| Sprache   | Sprecher  | Anteil |
| --------- | --------- | ------ |
| Tamil     | 1.100.976 | 88,2 % |
| Telugu    | 74.347    | 6,0 %  |
| Malayalam | 47.973    | 3,8 %  |
| Sonstige  | 24.657    | 2,0 %  |
| Summe     | 1.247.953 | 100 %  |

### Religionen
Unter den Einwohnern des Unionsterritoriums Puducherry stellen Hindus mit 87 Prozent (Volkszählung 2011) die große Mehrheit. Daneben gibt es Minderheiten von Christen und Muslimen (je 6 Prozent).
| Religion    | Angehörige | Anteil |
| ----------- | ---------- | ------ |
| Hinduismus  | 1.089.409  | 87,3 % |
| Christentum | 78.550     | 6,3 %  |
| Islam       | 75.556     | 6,1 %  |
| Sonstige    | 4.438      | 0,4 %  |
| Summe       | 1.247.953  | 100 %  |

## Politik

### Politisches System

Gebäude der Legislativversammlung von Puducherry

Als Unionsterritorium untersteht Puducherry direkt der indischen Zentralregierung, vertreten durch einen Vizegouverneur (Lieutenant Governor). Das Unionsterritorium Puducherry besitzt aber, wie das Hauptstadtterritorium Delhi, einen Sonderstatus, das ihm ein gewisses Maß an Selbstverwaltung zugesteht. So hat Puducherry ein eigenes Parlament und eine eigene Regierung. Die Legislative Puducherrys besteht aus einem Einkammerparlament, der Puducherry Legislative Assembly. Die 30 Abgeordneten des Parlaments werden alle fünf Jahre durch Direktwahl bestimmt. Dabei entsendet der Distrikt Puducherry 21, der Distrikt Karaikal sechs, Mahe zwei und Yanam einen Volksvertreter. Der Regierung Puducherrys steht ein vom Parlament gewählter Chief Minister vor. Der für das Unionsterritorium Puducherry zuständige Höchste Gerichtshof ist der Madras High Court mit Sitz in Chennai.
Bei den Wahlen zur Lok Sabha, dem indischen Unterhaus, bildet das gesamte Unionsterritorium Puducherry den Wahlkreis Puducherry, in dem einer von 543 Abgeordneten gewählt wird. Ferner entsendet Puducherry einen Abgeordneten in die Rajya Sabha, das Oberhaus des indischen Parlaments.

### Parteien
Puducherry war lange Zeit eine Hochburg des Indischen Nationalkongresses (INC). 2011 spaltete sich die Splittergruppe All India N. R. Congress (AINRC) unter Führung des ehemaligen Chief Ministers N. Rangasamy von der Kongresspartei ab und konnte sich seitdem als stärkste politische Kraft etablieren. Daneben spielen in der Politik Puducherrys wie im benachbarten Tamil Nadu die sogenannten „dravidischen Parteien“ Dravida Munnetra Kazhagam (DMK) und All India Anna Dravida Munnetra Kazhagam (AIADMK) eine wichtige Rolle. Diese tamilisch-nationalistischen Regionalparteien treten nur in Tamil Nadu und Puducherry bei Wahlen an.
Im ersten Jahrzehnt nach dem Anschluss an Indien wurde die Politik Puducherrys noch von der Kongresspartei dominiert. 1974 gewann aber die AIADMK, die erst zwei Jahre zuvor als Abspaltung aus der DMK entstanden war, die Wahlen in Puducherry und erzielte damit ihren ersten größeren Wahlerfolg. 1980 kam ihrerseits die DMK an die Macht und wechselte sich in den folgenden beiden Jahrzehnten mit der Kongresspartei an der Regierung ab. Nachdem die Kongresspartei seit 2000 wieder die Regierung gestellt hatte, konnte 2011 der neugegründete AINRC im Bündnis mit der AIADMK die Allianz aus Kongress und DMK schlagen. Als Ergebnis der Wahl kam N. Rangasamy nach 2001–2006 zum zweiten Mal ins Amt des Chief Ministers. Auch bei der gesamtindischen Parlamentswahl 2014 konnte der AINRC den Wahlkreis Puducherry für sich entscheiden. Die Partei war dabei Teil der National Democratic Alliance (NDA), eines Parteienbündnisses unter Führung der landesweit siegreichen Bharatiya Janata Party (BJP). Die Wahl zum Parlament von Puducherry am 16. Mai 2016 wurde durch die Kongresspartei im Wahlbündnis mit der DMK gewonnen. Die Kongresspartei gewann – begünstigt durch das geltende relative Mehrheitswahlrecht – mit 30,6 % der Stimmen 15 von 30 Wahlkreisen. Zweitstärkste Partei nach Stimmen und Wahlkreisen wurde AINRC mit 28,1 % und 8 Wahlkreisen. Am 19. Mai 2016 trat der bisherige Chief Minister N. Rangasamy zurück. Am 28. Mai 2016 wurde V. Narayanasamy durch die Kongresspartei als designierter neuer Chief Minister benannt. Die Entscheidung war innerhalb der Kongresspartei nicht unumstritten, auch weil V. Narayanasamy gar keinen Wahlkreis bei der Wahl gewonnen hatte und damit kein Abgeordnetenmandat im neu gewählten Parlament besaß. Am 6. Juni 2016 leistete Narayanasamy den Amtseid als neuer Chief Minister. Die folgende Wahl gewann eine Wahlbündnis aus AINRC, BJP und AIADMK (wobei letztere keinen Wahlkreis gewinnen konnte) gegen eine Allianz aus Kongress und DMK. Mit sechs gewonnenen Wahlkreisen erzielte die BJP ihr bislang bestes Ergebnis und wurde erstmals an der Regierung beteiligt. Am 7. Mai 2021 wurde N. Rangasamy für eine dritte Amtsperiode als Chief Minister vereidigt.

## Verwaltungsgliederung

Administrative Aufteilung Puducherrys

Das Unionsterritorium ist in vier Distrikte untergliedert.
| Gebiet     | Fläche  | Einwohner (2011) |
| ---------- | ------- | ---------------- |
| Puducherry | 294 km² | 950.289          |
| Karaikal   | 157 km² | 200.222          |
| Mahe       | 009 km² | 41.816           |
| Yanam      | 030 km² | 55.626           |
| Gesamt     | 490 km² | 1.247.953        |

## Vorschläge zur Auflösung des Unionsterritoriums
In der Vergangenheit gab es wiederholt Vorschläge, das Unionsterritorium aufzulösen und seine Bestandteile an die angrenzenden drei Bundesstaaten Tamil Nadu, Andhra Pradesh und Kerala anzugliedern. Zur Begründung wurde angeführt, dass das Unionsterritorium ein Relikt aus der Kolonialzeit sei und die Bewohner seiner Teilgebiete außer der gemeinsamen Kolonialvergangenheit wenig Gemeinsamkeiten in Bezug auf Sprache und Kultur hätten. Diese Vorschläge stießen jedoch in der Bevölkerung des Unionsterritoriums bisher auf wenig Resonanz und das Thema erlangte nur eine niedrige Priorität. Theoretisch müsste bei einer Auflösung des Unionsterritoriums auch Frankreich hinzugezogen werden, da der damalige Angliederungsvertrag explizit die Pflege spezifisch französischer Kultureigenheiten vorsah.